# Meurtres à Brides-les-Bains
Pour plus de détails, voir Fiche technique et Distribution.
Meurtres à Brides-les-Bains  est un téléfilm français réalisé par Emmanuel Rigaut en 2018, dans la collection Meurtres à.... Il a été diffusé pour la première fois, en Belgique, le 8 novembre 2018 sur La Une, puis en Suisse, le 16 novembre 2018 sur RTS Un et, en France, le 29 décembre 2018 sur France 3

## Synopsis
Dix ans ont passé depuis la disparition de Georges, alors soupçonné de meurtre. Sa femme, la journaliste Gabrielle Sandraz vit à Brides-les-Bains, lorsque son mari réapparaît... mort assassiné. Le commandant Julien Forest est chargé de l'affaire et mène l'enquête avec la capitaine Nadia Darmont et Gabrielle, qui n'est autre que sa mère.

## Fiche technique
- Titre original : Meurtres à Bride-les-Bains
- Réalisation : Emmanuel Rigaut
- Scénario : Claire Alexandrakis et Aude Blanchard
- Musique : Maïdi Roth et Franck Pilant
- Photographie : Olivier Garguir
- Production : Mon voisin productions et Saga Film
- Pays d’origine : France
- Langue : Français
- Genre : Policier
- Durée : 90 minutes
- Dates de première diffusion télévision : 
  -  Belgique : 8 novembre 2018 sur La Une[1]
  -  Suisse : 16 novembre 2018 sur RTS Un
  -  France : 29 décembre 2018 sur France 3

## Distribution
Sauf indication contraire, les informations mentionnées dans cette section peuvent être confirmées par la base de données cinématographiques IMDb,  présente dans la section « Liens externes ».
- Line Renaud : Gabrielle Sandraz
- Patrick Catalifo : Julien Forest
- Hamideh Doustdar : Nadia Darmont
- Hubert Roulleau : Vincent Rossi
- Benoît Michel : Greg Pratt
- Michel Vereecken : Médecin légiste
- Constance Labbé : Lisa Moritz
- Benoît Hamon : Jérome Ferrant
- Hugo Brunswick : Mathieu Bonneville
- Bernard Alane : Charles Debreuil
- Aude Candela : Technicienne TIC
- Vanessa Liautey : Perrine Viard
- Charles Clément : Louis Viard
- Gérald Laroche : Paul Fournier
- Élodie Colin : Margaux
- Georges Mouduit : Georges Maréchal
- Denis Déon : Joseph
- Noël Faure : Brigadier Constant
- Julie Seebacher : Hôtesse thermes
- Maryline Fournier : Employée IML
- Michel Rizzi : Mari de Nadia

## Accueil critique
Pour Moustique, le téléfilm est « un polar en bonne et due forme avec en trame de fond une histoire familiale compliquée ».

## Audience
- France : 4,89 millions de téléspectateurs (première diffusion) (21,9 % de part d'audience)[2]

## Lieux de tournage
Du 22 mai au 18 juin 2018 à Brides-les-Bains et les environs.

## Sortie DVD
Le téléfilm sort en DVD le 5 juin 2019. Il est édité par LCJ Editions.